# Зарічне (Стрийська міська громада)
Зарі́чне — село в Україні, у Стрийському районі Львівської області. Населення становить 546 осіб. Орган місцевого самоврядування — Стрийська міська громада.

## Назва
У 1946 році указом ПВР УРСР село Баличі-Зарічні перейменовано в  Зарічне.

## Історія
23 червня 2020-го через сильні дощі вийшла з берегів річка Тур'янка, під час повені було підтоплено село Зарічне, було підтоплено близько 100 житлових будинків і 105 господарських будівель.

## Політика

### Парламентські вибори, 2019
На позачергових парламентських виборах 2019 року у селі функціонувала окрема виборча дільниця № 461487, розташована у приміщенні будинку культури.
Результати
- зареєстровано 305 виборців, явка 74,75%, найбільше голосів віддано за «Слугу народу» — 38,60%, за всеукраїнське об'єднання «Батьківщина» — 17,11%, за Радикальну партію Олега Ляшка — 10,96%.[3] В одномандатному окрузі найбільше голосів отримав Андрій Кіт (самовисування) — 30,70%, за Олега Канівця (Громадянська позиція) — 26,75%, за Андрія Гергерта (Всеукраїнське об'єднання «Свобода») — 20,18%[4].

## Галерея

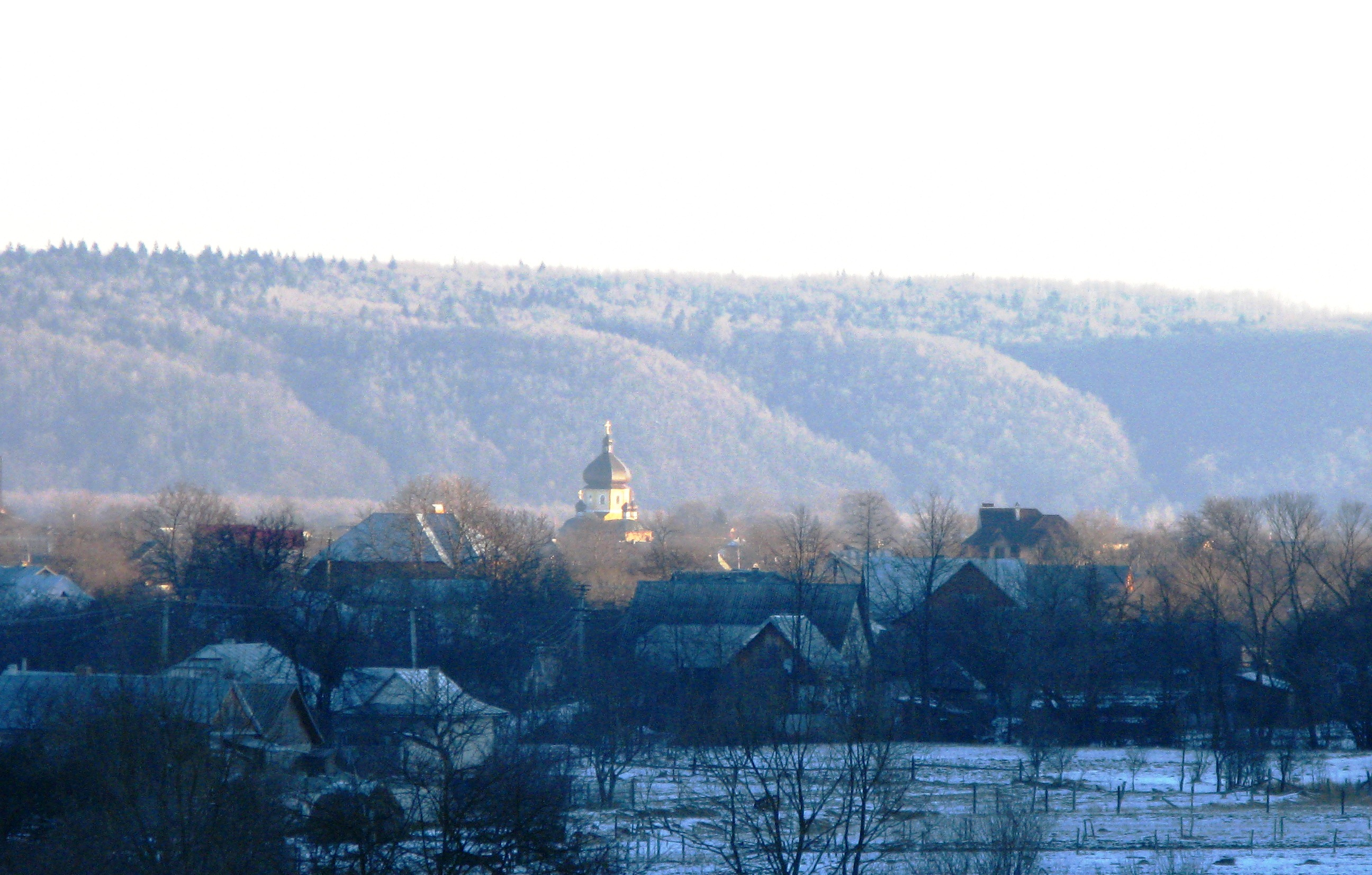
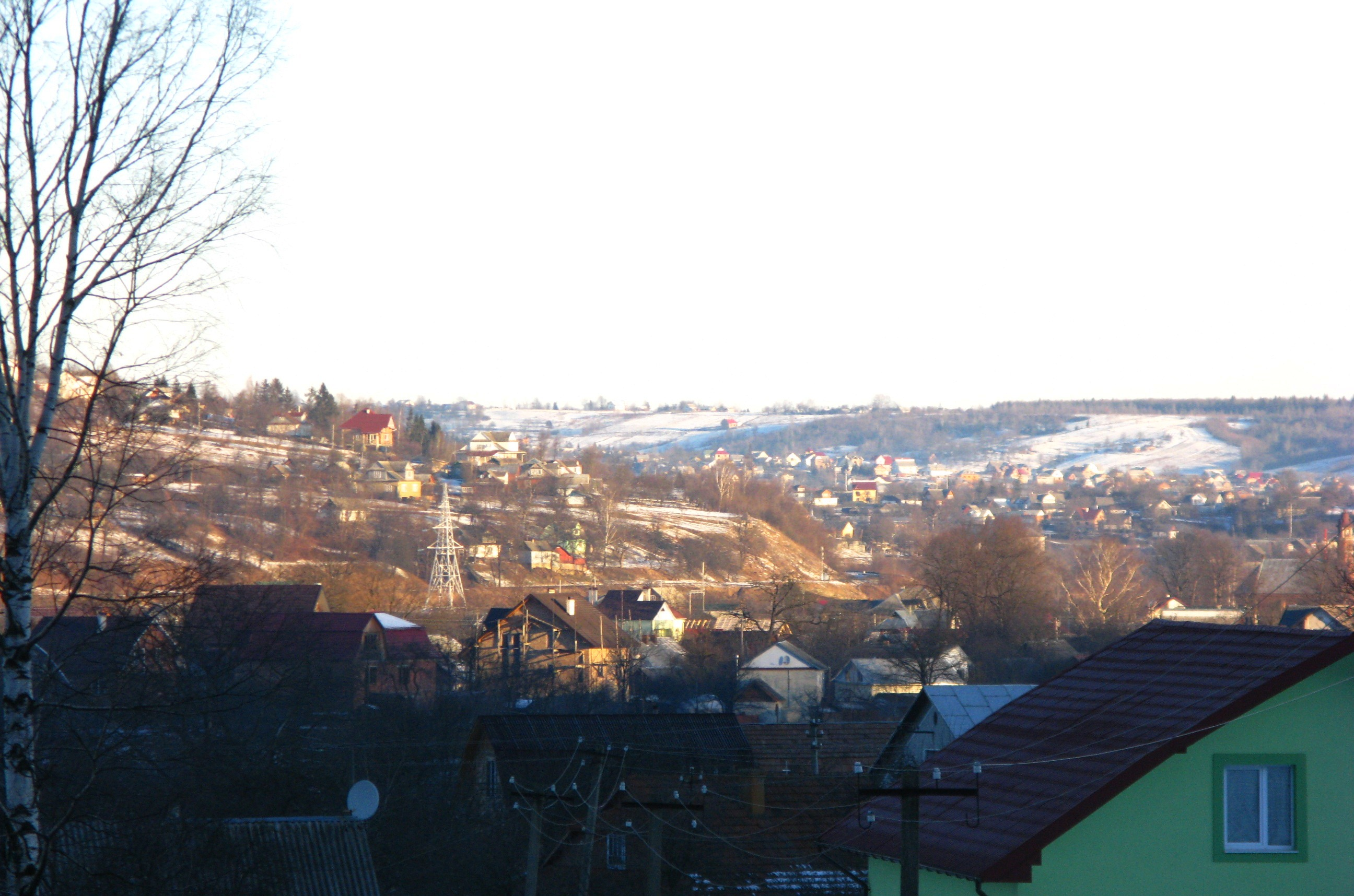
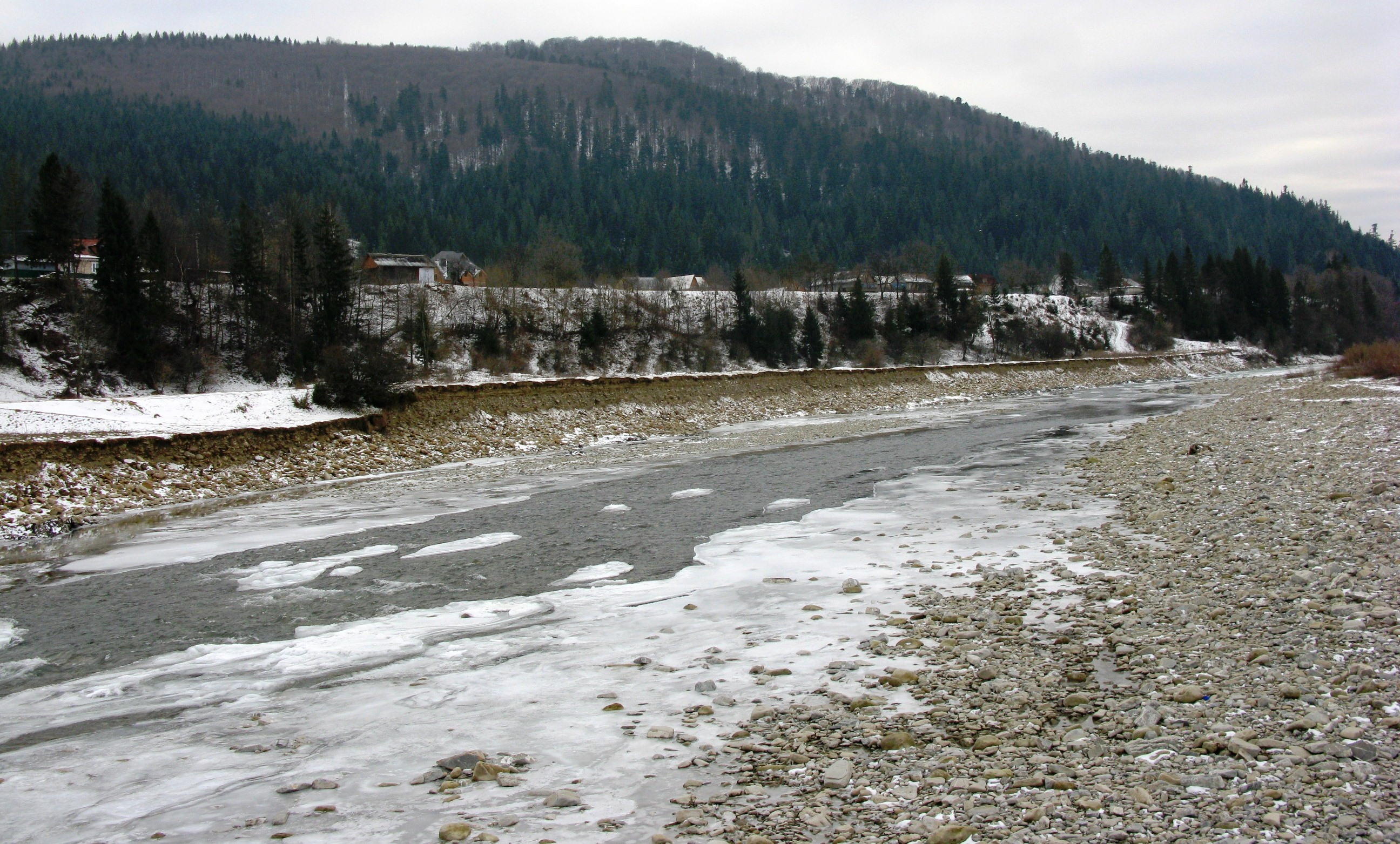

## Відомі люди

### Працювали
- Мстислав (Гук) (нар. 1978) — Архієпископ Тернопільський і Подільський, керуючий Хмельницькою єпархією УАПЦ, парох села у 2001—2009 роках.